# Zone volcanique sud des Andes

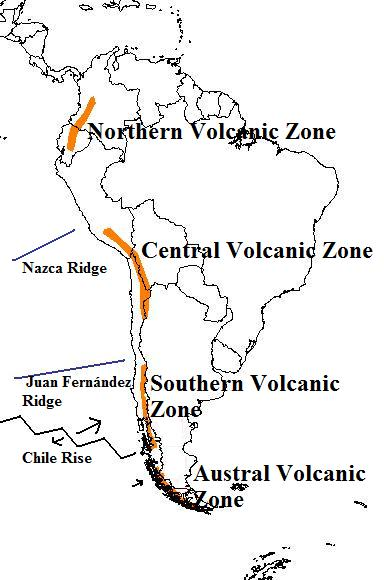
Localisation de la zone volcanique sud des Andes.

La zone volcanique sud des Andes est un arc volcanique continental d'Amérique du Sud faisant partie de la ceinture volcanique andine et plus généralement de la ceinture de feu du Pacifique. Elle regroupe les volcans du centre des Andes chiliennes et du centre ouest de l'Argentine, soit les volcans compris entre les latitudes 33 et 46° sud. Ces volcans situés dans la cordillère des Andes sont nés de la subduction de la plaque de Nazca sous la plaque sud-américaine.